# Shahrestān di Charam
Lo shahrestān di Charam (farsi شهرستان چرام) è uno degli 8 shahrestān della provincia di Kohgiluyeh e Buyer Ahmad, il capoluogo è Charam. La popolazione, nel 2017, è composta da 33,543 persone e 8,890 famiglie.
Lo shahrestān è suddiviso in circoscrizioni (bakhsh):
- Centrale (بخش مرکزی شهرستان چرام), con la città di Charam.
- Sarfaryab (بخش سرفاریاب), dove non sono presenti città.